# 美國證券交易所大廈

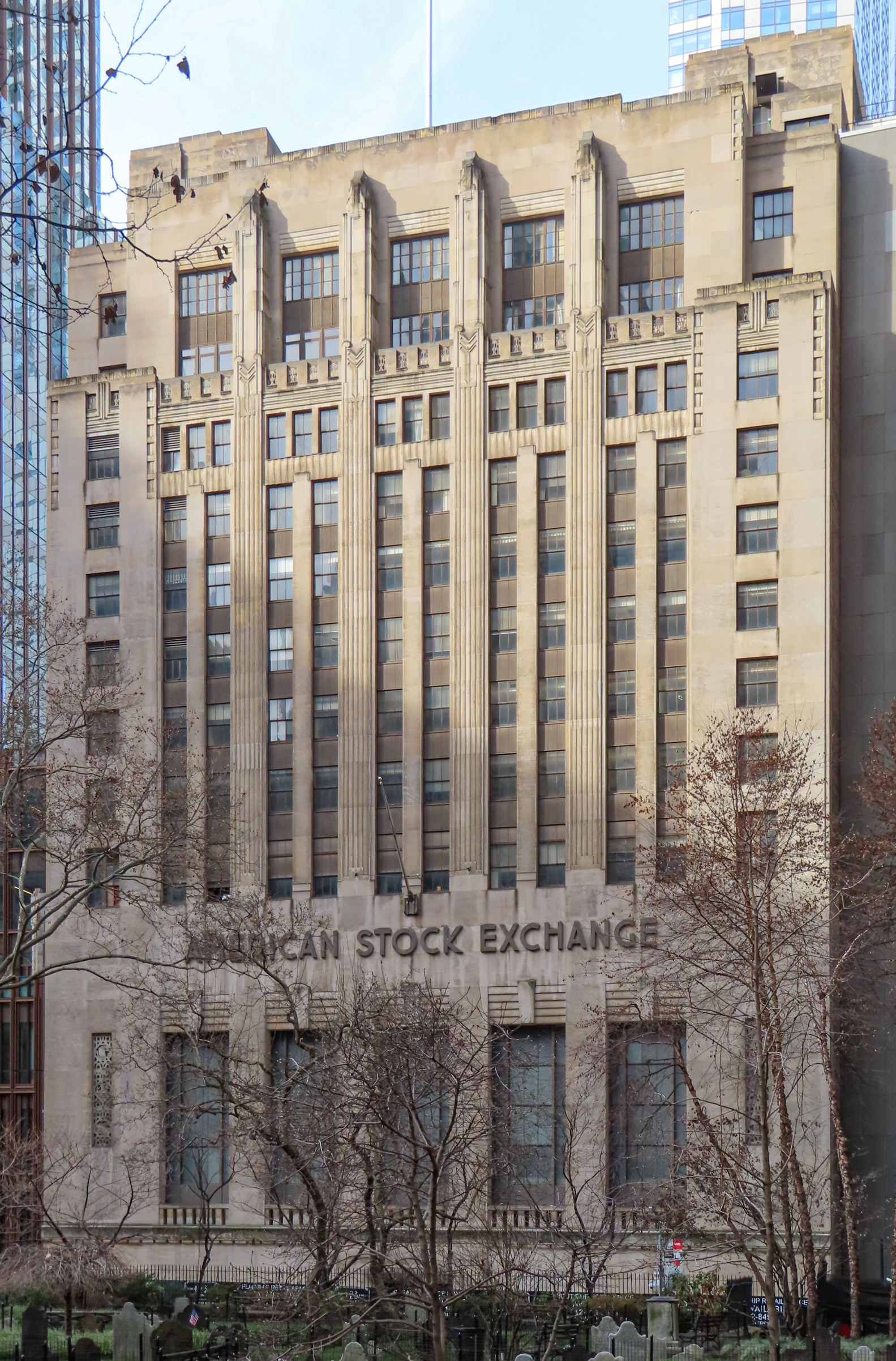

美國證券交易大廈（American Stock Exchange Building），曾是美國證券交易所的總部，設計者是Starrett & van Vleck。該建築位於紐約市下曼哈頓的曼哈頓金融區。美國證券交易所大廈修建於1921年，外觀是裝飾風藝術風格。